# حمام دكان شناوة
حمّام دكان شناوة من حمامات بغداد العامة ويقع في محلة دكان شناوة،بجانب الرصافة ويشمل هذا الأسم محلة دكان شناوة والحمام المذكور .